# Lövfallsberget
Lövfallsberget är ett naturreservat i Ludvika kommun i Dalarnas län.
Området är naturskyddat sedan 2011 och är 15 hektar stort. Reservatet består av grandominerad blandnaturskog med några äldre tallar.